# Roy Nelson
Roy Nelson, född 20 juni 1976 i Las Vegas i USA, är en amerikansk mixed martial arts-utövare som tävlar i organisationen Ultimate Fighting Championships (UFC) tungviktsdivision. Under karriären har han bland andra besegrat Brendan Schaub och Stefan Struve. Han var trefaldig tungviktsmästare i organisationen IFL och vann säsong 10 av UFC:s realityserie The Ultimate Fighter.

## Biografi
Nelson har sin kampsportsbakgrund inom Shaolin kung fu och brasiliansk jiu-jitsu där han har svart bälte under Renzo Gracie. Innan han inledde sin MMA-karriär tävlade han i flera grapplingturneringar och tog sig bland annat till kvartsfinal i 2003 års ADCC Submission Wrestling World Championship.
Han gick sin första professionella MMA-match i april 2004 och var obesegrad i sina sex första matcher. Fem av dessa vann han via submission. Han tränade under tiden på MMA-pionjären Ken Shamrocks klubb och Shamrock, som var tränare för ett lag i organisationen IFL bjöd in Nelson att tävla för laget. Mellan januari 2007 och maj 2008 gick Nelson åtta matcher i organisationen och vann sju av dessa, enda förlusten kom mot Ben Rothwell. Den 29 december 2007 blev han IFL första tungviktsmästare efter att ha besegrat Antoine Jaoude. Sommaren 2008 gick IFL i konkurs, Nelson hade vid det laget försvarat sin titel vid två tillfällen. 
Efter att IFL gått i konkurs förlorade Nelson två raka matcher mot veteranerna Andrei Arlovski (i EliteXC) och Jeff Monson. Trots de båda förlusterna blev han uttagen som deltagare i säsong 10 av UFC:s realityserie The Ultimate Fighter där deltagarna tävlar om ett kontrakt med organisationen. Nelson vann sina tre matcher under programmet och tog sig därmed till final. På finalen den 5 december 2009 besegrade han Brendan Schaub via knockout i den första ronden och vann därmed ett kontrakt med UFC. I sin första match på kontraktet besegrade han holländaren Stefan Struve efter bara 39 sekunder av den första ronden. Han fick därefter möta Junior dos Santos men förlorade efter tre ronder på domarbeslut.
På UFC 130 den 28 maj 2011 förlorade Nelson mot före detta tungviktsmästaren Frank Mir.

## Tävlingsfacit
| Resultat | Facit | Motståndare              | Metod                           | Event                                | Datum            | Rond | Tid  | Plats                             | Noteringar                                          |
| Vinst    | 20–9  | Antônio Rodrigo Nogueira | KO (slag)                       | UFC Fight Night: Nogueira vs. Nelson | 11 april 2014    | 1    | 3:37 | Abu Dhabi, United Arab Emirates   | Performance of the Night                            |
| Förlust  | 19–9  | Daniel Cormier           | Domslut (enhälligt)             | UFC 166                              | 19 oktober 2013  | 3    | 5:00 | Houston, Texas, United States     |                                                     |
| Förlust  | 19–8  | Stipe Miocic             | Domslut (enhälligt)             | UFC 161                              | 15 juni 2013     | 3    | 5:00 | Winnipeg, Manitoba, Canada        |                                                     |
| Vinst    | 19–7  | Cheick Kongo             | KO (slag)                       | UFC 159                              | 27 april 2013    | 1    | 2:03 | Newark, New Jersey, United States | Knockout of the Night                               |
| Vinst    | 18–7  | Matt Mitrione            | TKO (slag)                      | The Ultimate Fighter 16 Finale       | 15 december 2012 | 1    | 2:58 | Las Vegas, Nevada, United States  |                                                     |
| Vinst    | 17–7  | Dave Herman              | KO (slag)                       | UFC 146                              | 26 maj 2012      | 1    | 0:51 | Las Vegas, Nevada, United States  | Knockout of the Night                               |
| Förlust  | 16–7  | Fabricio Werdum          | Domslut (enhälligt)             | UFC 143                              | 4 februari 2012  | 3    | 5:00 | Las Vegas, Nevada, United States  | Fight of the Night                                  |
| Vinst    | 16–6  | Mirko Filipović          | TKO (slag)                      | UFC 137                              | 29 oktober 2011  | 3    | 1:30 | Las Vegas, Nevada, United States  |                                                     |
| Förlust  | 15–6  | Frank Mir                | Domslut (enhälligt)             | UFC 130                              | 28 maj 2011      | 3    | 5:00 | Las Vegas, USA                    |                                                     |
| Förlust  | 15–5  | Junior dos Santos        | Domslut (enhälligt)             | UFC 117                              | 7 augusti 2010   | 3    | 5:00 | Oakland, USA                      |                                                     |
| Vinst    | 15–4  | Stefan Struve            | TKO (slag)                      | UFC Fight Night: Florian vs. Gomi    | 31 mars 2010     | 1    | 0:39 | Charlotte, USA                    | Knockout of the Night                               |
| Vinst    | 14–4  | Brendan Schaub           | KO (slag)                       | The Ultimate Fighter 10 Finale       | 5 december 2009  | 1    | 3:45 | Las Vegas, USA                    | Vann The Ultimate Fighter 10. Knockout of the Night |
| Förlust  | 13–4  | Jeff Monson              | Domslut (enhälligt)             | March Badness                        | 21 mars 2009     | 3    | 5:00 | Pensacola, USA                    |                                                     |
| Förlust  | 13–3  | Andrei Arlovski          | KO (slag)                       | EliteXC: Heat                        | 4 oktober 2008   | 2    | 3:14 | Sunrise, USA                      |                                                     |
| Vinst    | 13–2  | Brad Imes                | TKO (slag)                      | IFL: Connecticut                     | 16 maj 2008      | 1    | 2:55 | Oxoboxo River, USA                | Försvarade IFL:s tungviktstitel                     |
| Vinst    | 12–2  | Fabiano Scherner         | TKO (slag)                      | IFL: Las Vegas                       | 29 februari 2008 | 1    | 3:20 | Las Vegas, USA                    | Försvarade IFL:s tungviktstitel                     |
| Vinst    | 11–2  | Antoine Jaoude           | KO (slag)                       | IFL: World Grand Prix Finals         | 29 december 2007 | 2    | 0:22 | Oxoboxo River, USA                | Blev IFL:s tungviktsmästare                         |
| Vinst    | 10–2  | Bryan Vetell             | TKO (slag)                      | IFL: World Grand Prix Semifinals     | 3 november 2007  | 3    | 1:01 | Chicago, USA                      |                                                     |
| Vinst    | 9–2   | Shane Ott                | Domslut (enhälligt)             | IFL: Las Vegas                       | 16 juni 2007     | 3    | 4:00 | Las Vegas, USA                    |                                                     |
| Förlust  | 8–2   | Ben Rothwell             | Domslut (delat)                 | IFL: Moline                          | 7 april 2007     | 3    | 4:00 | Moline, USA                       |                                                     |
| Vinst    | 8–1   | Mario Rinaldi            | TKO (slag)                      | BodogFight: Costa Rica               | 17 februari 2007 | 1    | 2:38 | Costa Rica                        |                                                     |
| Vinst    | 7–1   | Vince Lucero             | TKO (slag)                      | IFL: Oakland                         | 19 januari 2007  | 1    | 1:55 | Oakland, USA                      |                                                     |
| Förlust  | 6–1   | Josh Curran              | Domslut (enhälligt)             | BodogFight: St.Petersburg            | 16 december 2006 | 3    | 5:00 | Sankt Petersburg, Ryssland        |                                                     |
| Vinst    | 6–0   | Jerome Smith             | Submission (arm-triangle choke) | FightForce: Butte Brawl 2            | 22 juli 2006     | 1    | 4:13 | Butte, USA                        |                                                     |
| Vinst    | 5–0   | Jason Godsey             | Submission (rear naked choke)   | FightForce: Butte Brawl 1            | 5 maj 2006       | 1    | 4:42 | Butte, USA                        |                                                     |
| Vinst    | 4–0   | Michael Buchkovich       | Submission (rear naked choke)   | WEF: Orleans Arena                   | 1 april 2006     | 1    | 0:56 | Las Vegas, USA                    |                                                     |
| Vinst    | 3–0   | Ray Seraille             | Submission (slag)               | PXC 3: Return of the Enforcer        | 28 augusti 2004  | 2    | 3:41 | Mangilao, USA                     |                                                     |
| Vinst    | 2–0   | Jerry Vrbanovic          | Domslut (delat)                 | Rage on the River                    | 17 april 2007    | 3    | 3:00 | Redding, Kalifornien, USA         | Blev Rage on the River tungviktsmästare             |
| Vinst    | 1–0   | Bo Cantrell              | Submission (hammerlock)         | Rage on the River                    | 17 april 2007    | 3    | 2:52 | Redding, Kalifornien, USA         |                                                     |

### Webbkällor
- ”Roy Nelson MMA Record”. sherdog.com. http://www.sherdog.com/fighter/Roy-Nelson-10249. Läst 27 maj 2011.

### Fotnoter
1. ↑  ”Roy Nelson receives his black belt from Renzo Gracie”. prommanow.com. Arkiverad från originalet den 27 januari 2011. https://web.archive.org/web/20110127035101/http://prommanow.com/index.php/2009/08/31/roy-nelson-receives-his-black-belt-from-renzo-gracie/. Läst 27 maj 2011.
2. ↑  ”Roy “Big Country” Nelson”. kenshamrock.com. Arkiverad från originalet den 24 augusti 2011. https://web.archive.org/web/20110824215057/http://www.kenshamrock.com/fighters/roy-big-country-nelson/. Läst 27 maj 2011.
3. ↑  ”About Roy "Big Country" Nelson”. roynelson.com. http://www.roynelson.com/bio.html. Läst 27 maj 2011.
4. ↑  ”Spike TV Reveals TUF 10 Cast”. sherdog.com. http://www.sherdog.com/news/articles/1/Spike-TV-Reveals-TUF-10-Cast-18439. Läst 27 maj 2011.